# Sunipia hainanensis
Sunipia hainanensis là một loài thực vật có hoa trong họ Lan. Loài này được Z.H.Tsi miêu tả khoa học đầu tiên năm 1995.